# Вуорела, Сейта
Се́йта Ма́ри Ву́орела (фин. Seita Mari Vuorela; 15 марта 1971, Сумиайнен, Финляндия — 20 апреля 2015, Турку, Финляндия) — финская писательница и фотограф.
Вуорела известна как автор романов для подростков «Вийма» (2006), «Усва» (2009) и «Подводный камень» (фин. Karikko) (2012). Также в паре с Нийной Рево она написала ещё пять романов для подростков. Вуорела стала первым лауреатом литературной премии Северного Совета за детскую и юношескую литературу в 2013 году совместно с иллюстратором Яни Иконеном.
Произведения Вуорелы переведены на шведский, французский, английский, итальянский и немецкий. На русский язык переведены отрывки из романов «Усва» и «Обещание» (совместно с Нийной Рево). Переводы опубликованы в сборнике «Добрые соседи» (фин. Hyvät naapurit) в 2012 году.